# Pink House

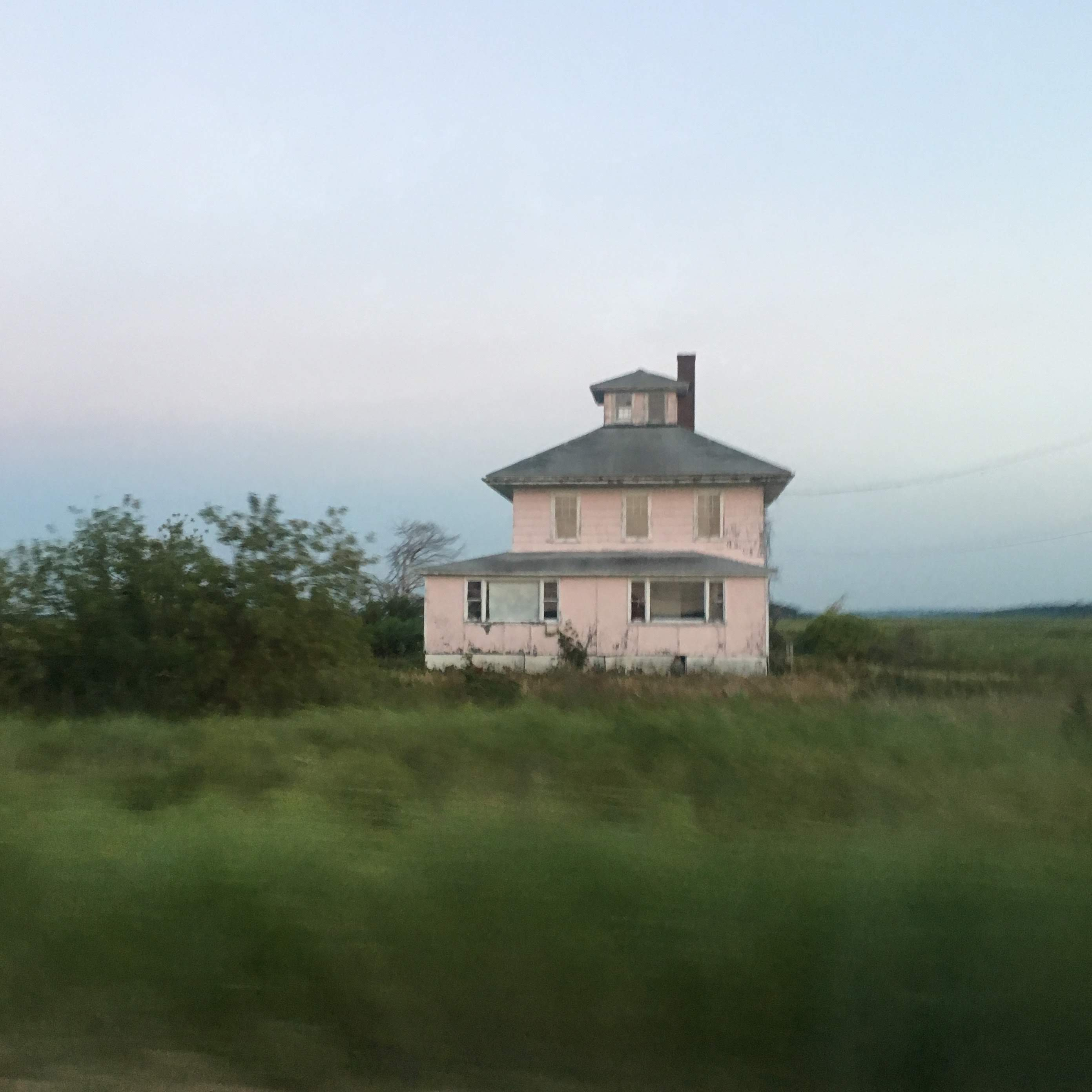
Das Plum Island Pink House in der Abenddämmerung.

Das Pink House ist ein unbewohntes historisches Haus sowie beliebtes Foto- und Malobjekt auf Plum Island im Nordosten des Essex County (Massachusetts) nahe der Kleinstadt Newbury. Es handelt sich um ein sogenanntes „Spite House“, also wortwörtlich „Neidhaus“. Diese Häuser wurden hauptsächlich erbaut, um andere Leute zu ärgern.
Die Bekanntheit des Hauses geht auf eine lokale Legende zurück, in der wohl ein Mann seiner Ex-Frau eins auswischen wollte. Der Legende zufolge forderte ein Mann von seiner Frau die Scheidung und sie stimmte zu, allerdings nur unter der Voraussetzung, dass er das gemeinsame Haus in Newburyport exakt für sie nachbaut. Einen genauen Standort gab sie allerdings nicht an. Der Mann kam der Bedingung nach und ließ 1925 das Haus mitten auf einer Salzwiese am Rande der Stadt nachbauen. Das „Plum Island Pink House“ wurde nur mit Salzwasser versorgt, wodurch ein längerer Aufenthalt in dem Gebäude unmöglich war.
Einige Jahre nach dem Bau zog dann trotzdem eine Familie dort ein und bis 2011 war das Haus bewohnt. Danach verkaufte der Besitzer es für 375.000 US-Dollar an das Parker River National Wildlife Refuge.